# Джованні Бембо
Джованні Бембо (італ. Giovanni Bembo) — 92-й венеційський дож у 1615—1618 роках. Домігся значних успіхів в ускокській війні.

## Біографія
Належав до давньої патриціанської родини. Другий син Августина Бембо та К'ярти Дель Бассо з Бергамо. Народився 1543 року. Мати Джованні Бембо залишила йому велику спадщину, яку він розділив з одним із братів. У віці 12 років записався до команди галери, перебував у венеційському флоті протягом 16 років. 1571 року на чолі галери брав участь у битві при Лепанто, виявивши велику мужність, незважаючи на неодноразові поранення. Надалі звитяжив при захопленні Сопото та Маргаріті та в невдалому штурмі Санта-Маури в 1572 році. 
1577 року Бембо був призначений капітаном у Кандії (до 1579 року). Здобув репутацію як заклятий ворог піратів. У 1581-1583 роках був капітаном Затоки (тобто Верхньої Адріатики), у 1588-1591 роках — генерал-капітаном Кандії. Там він зміцнив укріплення та відремонтував гавань. 
У 1591-1595 роках обіймав посаду проведитора армати (відповідав за гармати Республіки), 1596 року — проведитора Пальми, 1596—1598 роках — Затоки. На останній посаді боровся з нападами ускоків, яким у битві біля Рогозниці завдав тяжкої поразки та захопив місто Новий Винодольський, що спричинило невдоволення імператора Рудольфа II, який таємно підтримував ускоків. У 1598—1599 роках здійснював сувору блокаду бази ускоків в Сені.
1601 року призначається прокуратором de ultra собору Святого Марка. 1607 року стає генерал-капітаном моря, але діяв лише в межах Іонічного моря. 
1612 року програв вибори дожа Маркантоніо Меммо. Після смерті дожа Маркантоніо Меммо 1615 року старі патриціанські родини були розділені між двома кандидатами, тоді як новопатриціанські родини взагалі не змогли об'єднатися навколо жодного кандидата. 41 виборець пройшов кілька турів голосування, не дійшовши рішення, що призвело до заворушень у Венеції. Зрештою, 2 грудня 1615 року було досягнуто компромісу, і Бембо, поміркований член фракції «старого патриціату», був обраний дожем.
Насамперед стикнувся з війною з ускоками, яких підтримував Фердинанд, ерцгерцог Внутрішньої Австрії, що почалася за попереднього дожа. Бойові дії відбувалися у Фріулі, Градісці д'Ізонцо, Гориції та Істрії. Венеція мала військову перевагу завдяки англійським та голландським професійним солдатам, війська під командуванням Франческо Еріццо успішно облягали Градіску д'Ізонцо до прибуття австрійських військ. А венеційський флот завдав ніщивної поразки флоту ускоків перш ніж останнім на допомогу прибув іспанський флот у квітні 1617 року. Мирний договір був підписаний у Мадриді 27 вересня 1617 року, відповідно до якого Венеція погодилися на виведення своїх військ з імперських територій, а також звільнити англійських та голландських найманців, а ерцгецерг — до 1618 року переселити ускоків на північний схід своїх володінь.
У 1617-1618 роках іспанський посол Альфонсо де ла Куева намагався дестабілізувати Венецію, сіяючи розбрат, що дозволило б іспанським військам увійти до Венеції та захопити контроль над містом. Бембо брав участь у перших радах, скликаних для протидії загрозі, перш ніж померти 16 березня 1618 року.